# يو اس روت 2
يو اس روت 2 (U.S. Route 2 أو U.S. Highway 2 (US 2) ) طريق سريع مرقم من شرق إلى غرب الولايات المتحدة يمتد عبر البر القاري على مسافة 2,571 ميلا (4,138 كم). يتكون اليو اس روت 2 من جزأين متصلين بطرق مختلفة في جنوب كندا. خلافاً لبعض طرق الروت الأخرى، التي تنفصل إلى أجزاء بسبب توسع نظام طرق إنترستيت السريعة العابر للولايات، تم تصميم جزءي طريق اليو اس روت 2 ليكونا منفصلين في خطة الطرق السريعة الأصلية لعام 1926.